# Estatuto Municipal de 1924
El Estatuto Municipal de 1924 fue la norma reguladora de los ayuntamientos en España promulgada por la Dictadura de Primo de Rivera el 8 de marzo de 1924. Pretendía «regenerar» la vida municipal para «descuajar el caciquismo», pero el Estatuto no se aplicó porque las prometidas elecciones nunca se celebraron y los concejales y los alcaldes fueron nombrados por los gobernadores civiles, a su vez designados por el Directorio militar, convirtiéndolos así en un apéndice de la Unión Patriótica, el partido único de la Dictadura.

## Antecedentes
Primo de Rivera se consideró a sí mismo el «cirujano de hierro» que debía lograr el «descuaje del caciquismo» del que había hablado Joaquín Costa a principios de siglo, como ya quedó reflejado en la retórica regeneracionista utilizada en el Manifiesto con el que justificó el golpe de Estado.
Tras la declaración del estado de guerra, Primo de Rivera sustituyó a las autoridades provinciales y locales (gobernadores civiles, alcaldes, presidentes de las diputaciones) por militares, aunque a partir de abril de 1924 los gobernadores civiles fueron sustituidos progresivamente por personal civil. Sin embargo, algunas de sus funciones más importantes, como la censura o el orden público, permanecieron en manos de autoridades militares.
Para auxiliar a los gobernadores se nombraron en cada partido judicial delegados gubernativos, también militares, una de cuyas funciones era acabar con la corrupción —más de ochocientas corporaciones locales fueron investigadas y se incoaron más de cien expedientes por haberse detectado irregularidades en ellas; 152 secretarios de ayuntamiento fueron destituidos—. En el artículo 1º del Real Decreto de 20 de octubre de 1923 que los creaba se decía:

Por cada cabeza de partido judicial, y como delegados de los gobernadores civiles de las provincias, se designará un jefe o capitán del Ejército, que informará a aquéllos de las deficiencias funcionales de los Ayuntamientos que constituyan el partido judicial correspondiente, proponiendo los remedios adecuados e impulsando en los pueblos las corrientes de la nueva vida ciudadana.

Los 9254 ayuntamientos que existían entonces en España, disueltos por el Real Decreto de 30 de septiembre de 1923, fueron sustituidos inicialmente por una Juntas de Vocales Asociados, establecidas en la Ley Municipal de 2 de octubre de 1887, que estaban integradas por las diversas categorías de contribuyentes elegidos por sorteo. Más tarde, el 1 de enero de 1924, los delegados gubernativos recibieron la orden de sustituir las Juntas de Vocales Asociados por unas nuevas corporaciones formadas por «personas de alto prestigio social, de solvencia acreditada y a ser posible con título profesional, o en su defecto, mayores contribuyentes».
A continuación Primo de Rivera encargó la tarea de reformar el sistema jurídico-administrativo que regiría los nuevos ayuntamientos al joven abogado José Calvo Sotelo, un político conservador procedente del maurismo, al que puso al frente de la Dirección General de Administración Local. Calvo Sotelo nombró un equipo de exmauristas y de católicos de derechas, como José María Gil Robles, el conde Vallellano, Josep Pi y Suñer, Miquel Vidal i Guardiola y Luis Jordana de Pozas que colaboraron con él en la elaboración del Estatuto Municipal de 1924 y del Estatuto Provincial de 1925. Más tarde llamó a un nuevo colaborador, Andrés Amado, que acabaría convirtiéndose en el hombre de confianza de Calvo Sotelo.
Sin embargo, la mayor parte del texto del Estatuto (incluida la larga exposición de motivos) fue redactada por Calvo Sotelo. Según su biógrafo Alfonso Bullón de Mendoza, fue la «gran obra de Calvo Sotelo», «que por sí sola justificaría la inclusión del nombre de su autor dentro de la Historia Contemporánea de España». Gil Robles fue el que se ocupó de la parte electoral. La dedicada a la Hacienda, muy extensa, fue obra del economista Antonio Flores de Lemus, quien actualizó el proyecto de bases de Augusto González Besada. Trabajaron muy rápido y en mes y medio acabaron el proyecto.

## El Estatuto
El nuevo código municipal recibió el nombre de Estatuto después de que el propio Calvo Sotelo vacilara sobre su denominación, dado que no iba a ser ni debatido ni aprobado por unas Cortes que continuaban cerradas sino por el Directorio Militar (que le dedicó tres sesiones): «Ley, no lo era; decreto-ley no me agradaba; Reglamento local, como alguien propuso, me parecía empequeñecer su rango; y al fin, opté por llamarlo Estatuto, calificativo ecléctico, que no declaraba el origen del cuerpo legal y lo vistió con ropaje de eficiencia suprema. Fue un hallazgo de palabra, porque posteriormente se aplicó a otros muchos textos legales».
Según Alfonso Bullón de Mendoza, lo que Calvo Sotelo pretendía conseguir con el Estatuto «era nada más ni nada menos, que la regeneración de la vida política de España, la vieja aspiración de Joaquín Costa y del maurismo callejero». De hecho, cuando lo aprobó el Directorio Calvo Sotelo le escribió una carta a Antonio Maura en la que le decía: «Su proyecto de 1918 es savia y nervio del nuevo régimen. Dios quiera que este fructifique, para bien del país y honor de quien como Vd. supo ver desde antiguo el mal y su remedio». Calvo Sotelo se refería al caciquismo y para intentar acabar con él el Estatuto contenía una prolija normativa para asegurar el secreto del voto (cabinas, sobres para las papeletas en lugar de entregarlas en mano al presidente de la mesa, etc.) y evitar así el fraude electoral, tan extendido durante la Restauración. Por eso también se abandonaba el sistema de distritos uninominales y el sistema electoral mayoritario sustituido por el sistema proporcional.
En el preámbulo del Estatuto, promulgado el 8 de abril de 1924 —con fecha de 8 de marzo—, se decía que «el Estado para ser democrático ha de apoyarse en municipios libres»  y se afirmaba el carácter autónomo de los municipios, por lo que podrían dotarse de sus propios regímenes de gobierno y mantener una gestión económica independiente del Estado central. En el articulado se establecía la elección democrática por sufragio universal de dos tercios de los concejales. Podrían votar los varones mayores de 23 años –rebajándose en dos años la edad de voto anterior– y las mujeres cabeza de familia (esto es viudas y solteras emancipadas) quedando así fuera las mujeres casadas, por lo que, según Alfonso Bullón de Mendoza, «la mujer no pudo contar con la plenitud de derechos electorales». Las localidades menores de 500 habitantes funcionarían en régimen de concejo abierto y en las de más de 500 y menos 1000 habitantes «serán Concejales, cada tres años, la mitad de los electores no incapacitados para el cargo, a cuyo efecto se dividirá la lista alfabética de electores constitutiva del censo, en cuatro partes iguales, por riguroso y sucesivo orden de apellidos, a partid de la letra A» (art. 42). Los alcaldes serían elegidos por los concejales y no nombrados por el Gobierno como se había propuesto en otros proyectos, especialmente para las ciudades grandes (de más de 150 000 habitantes). También se preveía la creación de un cuerpo de secretarios municipales. Los ayuntamientos tendrían plena autonomía para desarrollar la política urbanística, de infraestructuras y de servicios, y en cuanto a la financiación el Estado les cedería determinados tributos y arbitrios. Por último, el Estatuto reguló detalladamente el crédito municipal y el recurso a los presupuestos extraordinarios.

### Composición de los Ayuntamientos
Los Ayuntamientos quedan compuestos por el alcalde, tenientes de alcalde y concejales. El número de concejales se establece para cada municipio según su población:.
- En los municipios con población de hasta 500 habitantes, serán concejales todos los electores, funcionando en concejo abierto.
- En municipios entre 500 y 1000, serán concejales la mitad de los electores; para ello se divide el conjunto de los electores ordenados alfabéticamente por el apellido en cuatro grupos. Los electores de cada grupo serán concejales seis años, y cada tres años el grupo de concejales que llevan ya seis años es sustituido por un nuevo grupo.
- En los municipios con más de 1000 habitantes, el número de concejales variaba entre 8 y 48, según la población, Parte de los concejales se eligen por los vecinos electores, y otra  parte (del orden de 1/3) por las corporaciones existentes en el municipio. Cada tres años se renuevan la mitad de los concejales. Los candidatos se presentan en listas que no podrán tener más nombres que las concejalías vacantes.

Constituido el Ayuntamiento se procede a la elección del alcalde y de los tenientes alcalde.

### Las serias limitaciones del carácter democrático del Estatuto
El Estatuto comenzaba con una amplia explicación de motivos redactada por Calvo Sotelo que, según confesó él mismo a principios de 1931, era una «verdadera profesión de fe en democráticos ideales que, a mi juicio —que no he rectificado—, están servidos en el Estatuto como nunca pudiera imaginarse el más ambicioso de los españoles demócratas». Y de esos «democráticos ideales» plasmados en el Estatuto Calvo Sotelo destacaba «la admisión de la mujer al ejercicio del sufragio». «Entre  todas las innovaciones del Estatuto acaso sea ésta la más interesante y trascendental», afirmó. Y añadió: «desde luego, la administración municipal ha de recibir notorio beneficio con su colaboración». Sin embargo, la concepción conservadora de la mujer de Calvo Sotelo queda en evidencia cuando dice, refiriéndose a esa «colaboración», que «en el problema de los mercados y de la enseñanza, en las múltiples facetas de la beneficencia —casas de Socorro, asilos— la mujer encontrará un campo en que desenvolverse particularmente adaptado a su temperamento y condición». Esta concepción conservadora también se refleja en que solo se concede el voto a «las españolas mayores de veintitrés años que no estén sujetas a patria potestad, autoridad marital ni tutela, y sean vecinas, con casa abierta en algún término municipal» (art. 51), es decir, se excluyen a todas las mujeres casadas, la inmensa mayoría en aquella época, ya que se acepta el principio de su inferioridad legal al estar sujetas a la autoridad de sus maridos. Esta concepción conservadora aparecía asimismo en la justificación que se daba en el preámbulo para conceder el voto a las mujeres: «Por ello, hacemos electores y elegibles, no sólo a los varones, sino también a la mujer cabeza de familia, cuya exclusión de un censo que, en fuerza de ser expansivo, acoge a los analfabetos, constituía verdadero ludibrio». Calvo Sotelo calculaba en un millón o un millón doscientas mil el número de mujeres que tendrían derecho a votar.
La supuesta concepción democrática que consagraba el Estatuto estaba mediatizada por la consideración del municipio como entidad anterior a la ley («el Municipio, en efecto no es hijo del legislador: es un hecho social de convivencia, anterior al Estado y anterior también, y además superior, a la ley. Esta ha de limitarse, por tanto, a reconocerlo y ampararlo en función adjetiva», se decía en el preámbulo) y por situar en el mismo nivel la democracia y la eficacia de la gestión («las formas de Gobierno por Comisión y Gobierno por Gerente... representan el máximo avance en la ardua empresa de cohonestar la democracia con la eficacia, y parten de la base de que cualquier Municipio constituye un negocio, el mejor negocio para el pueblo si recibe buena administración, por lo que su gestión no debe diferir de la que mercantilmente tengan los negocios privados. El incremento de poderes otorgados a la Comisión o al Gerente se compensa con un paralelo acrecimiento en los derechos del vecindario, y de esta suerte vienen a fundirse en una misma fórmula el máximo criterio de autoridad y el grado supremo de democracia», se decía en el preámbulo). Así, se abría la posibilidad para los municipios de más de 50 000 habitantes de que fueran gobernados por un gerente elegido por los concejales, «lo que suponía dejar la administración efectiva en manos de un técnico».
El carácter democrático de los municipios estaba limitado sobre todo por el hecho de que solo dos terceras partes de los concejales eran elegidos por sufragio universal y la tercera parte restante por las «corporaciones» (arts. 43 y 46). Así se justificaba en el preámbulo: «Los Municipios, sin embargo, no son simple suma de individuos: en ellos viven y alientan también Corporaciones, Asociaciones, en una palabra, personas jurídicas colectivas. Si el sufragio ha de ser fiel reflejo de la realidad de un pueblo, al Ayuntamiento deben ir no solamente quienes representen a los individuos, sino también quienes representen a las entidades. A esto responde la creación de los Concejales corporativos, que ya Maura y Canalejas propusieron en sus proyectos respectivos. Ambos concedían a la representación corporativa  la mitad de los puestos edilicios que hay en cada Ayuntamiento; nosotros la otorgamos solamente una tercera parte, deseosos de proceder con criterio prudente». Bullón de Mendoza, que reconoce que la representación corporativa «desde la perspectiva actual revestiría una significación netamente reaccionaria», justifica a Calvo Sotelo diciendo que «respondía a una idea entonces muy en boga».
Pero existían otras serias limitaciones a la democratización de los municipios. Una era la separación entre la Comisión municipal permanente, integrada por el alcalde y los tenientes de alcalde, y el pleno, para evitar así «los excesos parlamentaristas». El pleno solo se reuniría «al año en tres períodos cuatrimestrales de diez sesiones, como máximo, cada uno». Otra era que «la renovación de unos y otros Concejales se hará por mitad cada tres años» (art. 47). Una tercera limitación era que los concejales no recibían ningún tipo de remuneración («Artículo 83. El cargo de Concejal es gratuito»), ni tampoco los alcaldes, salvo los gastos de representación en los municipios grandes. Una cuarta limitación era que los ayuntamientos tenían «prohibido tratar de asuntos políticos del Estado» (Art. 126).

## Aplicación
Calvo Sotelo desplegó una amplia campaña propagandística para difundir el Estatuto. Para ello dictó decenas de conferencias y celebró cerca de un centenar de actos públicos por toda España, en los que solía estar acompañado por Luis Jordana de Pozas, el encargado de elaborar el plan de propaganda. Uno de los más multitudinarios fue el que tuvo lugar en la plaza de toros de Orense, donde se llegó a guardar un minuto de silencio por la prosperidad de España. En el mitin celebrado en el teatro Rosalía de Castro (La Coruña) afirmó que el Estatuto Municipal era «el más liberal y democrático del mundo». Y acabó diciendo: «el Ejército, que se había apoderado del Gobierno con la escoba y no con la espada, no lo abandonaría hasta que su misión estuviera cumplida; pero que en la obra del Gobierno cabe la cooperación de las derechas y de las izquierdas, bastando con la condición de un sano espíritu de ciudadanía». La campaña de propaganda se extendió fuera de España y para el Primer Congreso Internacional de Ciudades, que tuvo lugar en París en 1925 y al que asistió Luis Jordana (cuya presencia en representación de la Dictadura española no fue muy bien acogida por los organizadores), se elaboró un folleto en francés sobre la autonomía municipal que se repartió entre los asistentes. El folleto lo escribieron Jordana, Calvo Sotelo y Gil Robles. Tras participar en el Congreso de París, el conde de Vallellano, entonces alcalde de Madrid, fundó la Unión de Municipios Españoles, al que se adhirieron muchos ayuntamientos, y que celebró su primer Congreso Municipalista en 1925.
El nuevo sistema de financiación se aplicó inmediatamente con el resultado, según el historiador Eduardo González Calleja, de que los ayuntamientos tuvieron "mayores recursos ordinarios y extraordinarios" con los que "pudieron ejecutar obras públicas y mejorar los servicios indispensables (enseñanza, sanidad) para brindar un mínimo de nivel de vida y de consumo a los vecinos". Pero este aumento del gasto municipal —que pasó de representar en 1924 el 14% del gasto total de las Administraciones Públicas al 15,8 en 1926— supuso también el incremento de la deuda municipal que pasó de 792 millones en 1923 a 1.388 en 1929.
La prometida democratización de los ayuntamientos no se produjo porque las elecciones nunca se celebraron. Durante toda la Dictadura los concejales y los alcaldes fueron designados por los gobernadores civiles, a su vez nombrados por el gobierno, "con el objeto no declarado de contar con corporaciones monolíticas de la Unión Patriótica", según Eduardo González Calleja.

## Aplicación del Estatuto en Navarra
El reconocimiento de la autonomía financiera de los municipios chocó con la Diputación Foral de Navarra que envió una delegación a Madrid, que se entrevistó con Calvo Sotelo, con Primo de Rivera y con el rey, para advertirles que la Ley Paccionada de 1841 preveía la intervención directa de la Diputación Foral en la administración económica de los municipios navarros. La Dictadura cedió enseguida. En una Real Orden de 11 de abril de 1924 se reconoció que el Estatuto municipal se aplicaría en Navarra solo en «lo que no se oponga al régimen establecido por la Ley de 16 de agosto de 1841» y además concedía a la Diputación foral la facultad de «dictar las reglas necesarias para armonizar su régimen privativo con la autonomía que el Estatuto concede a todos los Ayuntamientos de la Nación».  El 4 de noviembre de 1925 se dictó el Real Decreto Ley que establecía las bases para aplicar en Navarra el Estatuto Municipal. La Diputación, de acuerdo con las facultades que le habían sido concedidas, procedió a elabora y aprobar un reglamento para la administración municipal, recopilando y actualizando las normas forales referidas a los ayuntamientos.